# Županijska cesta Ž5215
Ž5215 je županijska cesta u Hrvatskoj koja spaja planiranu novu trasu autoceste A7 sa sjeverom Rijeke. Ukupna duljina ceste iznosi 7,39 km. Cesta prolazi kroz naselja Marčelji, Mladenići, Viškovo i Marinići.
Do studenoga 2018. godine, bila je razvrstana kao državna cesta D427 i protezala se od Mariščine do čvora Rujevica (A7) s ukupnom duljinom od 10,2 km.

## Vanjske poveznice
- Otvoreni radovi na državnoj cesti D-427 na potezu Marinići – Marčelji (Općina Viškovo, pristupljeno 12. siječnja 2015.)
- Puštanje u promet dionice Hosti-Štefani  Arhivirana inačica izvorne stranice od 2. lipnja 2019. (Wayback Machine)
- Dolazak Ministra Olega Butkovića na obilazak čvora Štefani 10.5.2017=  Arhivirana inačica izvorne stranice od 3. lipnja 2019. (Wayback Machine)
- Karta ceste (OpenStreetMap)